# ديفيد جون
ديفيد جون (بالإنجليزية: David John)‏ هو لاعب سنوكر بريطاني، ولد في 24 نوفمبر 1984 في بريدجند ‏ في المملكة المتحدة.

## روابط خارجية
- ديفيد جون على موقع CueTracker.net (الإنجليزية)